# Kerk van de Barmhartige Moeder Gods
De Kerk van de Barmhartige Moeder Gods (Russisch: Церковь Милующей Божией Матери) is een voormalig Russisch-orthodox kerkgebouw in de Russische stad Sint-Petersburg. De kerk is gelegen op het Vasilevski-eiland en wordt op dit moment gebruikt door een opleidingscentrum voor de duikersschool van de marine.

## Geschiedenis
De neo-byzantijnse kerk werd voor het havenpersoneel gebouwd ter nagedachtenis aan de kroning van tsaar Alexander III en tsarina Maria Fjodorovna. Voordat de bouw ervan kon worden gestart werd de drassige bodem van het terrein eerst bedijkt, verstevigd en opgehoogd. De wijding van de grond vond plaats op 11 juni 1887, de bouwwerkzaamheden begonnen in 1888. Het hoofdaltaar van de kerk werd gewijd op 25 oktober 1898. Na de voltooiing van de kerk werd er eveneens een liefdadigheidsinstelling voor wezen en armen geopend. De kerk beïnvloedde het ontwerp van de Alexander Nevski-kathedraal in Novosibirsk, die enkele jaren later zou worden gebouwd.

## Sluiting
In 1932 werd het godshuis onttrokken aan de Russisch-orthodoxe kerk en overgedragen aan een opleidingscentrum voor duikers. Het interieur van de kerk werd volledig vernietigd. Onder de hoogste koepel bevindt zich een grote tank met water waarin duikers kunnen oefenen.
De parochie werd in 2006 nieuw leven ingeblazen. Teruggave van de kerk blijkt echter een moeizaam proces. De eigenaar, het Russische ministerie van Defensie, bevestigde in februari van 2009 nogmaals het eigendom van de kerk niet af te willen staan. Eveneens werd eerder al gesuggereerd dat de kerk eerst zelf een vervangende trainingsfaciliteit moet bouwen voor de opleiding. Op 15 januari 2008 werd er in de kerk een kleine kapel ingewijd.
Recent werd pal naast de kerk een showroom voor auto's gebouwd. Het bouwwerk veroorzaakte publieke verontwaardiging toen een muur werd afgebroken en het moderne gebouw van glas en staal zichtbaar werd voor passerend publiek.